# John Walker (naturalista)
John Walker (1731–1803) fue un profesor de historia natural de la Universidad de Edimburgo de 1779 a 1803. Fue un protegido del químico William Cullen y colega de Dugald Stewart (1753-1828), Joseph Black (1728-1799) y de otros profesores de Edimburgo que compartían el medio intelectual del fin del periodo del Iluminismo Escocés.
Durante su larga carrera, fue químico, botánico, minerólogo y geólogo renombrado. Fue también ministro de la Iglesia de Escocia, llegando a ser moderador de su Asamblea General en 1790. Fue uno de los miembros fundadores de la Royal Society of Edinburgh.
Muchos de sus estudiantes devinieron en científicos de renombre del siglo XIX en Escocia, Inglaterra, Irlanda y Estados Unidos.

## Primeros años
Nace en Canongate, Edimburgo, su padre era director de Escuela. Se matricula en la Universidad de Edimburgo en 1746. Como muchos aspirantes en Escocia para esa época, obtiene un grado teológico en 1749. Y es ordenado en la Iglesia de Escocia como presbítero, siendo por treinta años "párroco". Sin embargo, sus deberes no lo pararon en proseguir sus objetivos científicos en sus ratos libres. Tenía formación universitaria en Filosofía natural, y ya había colectado especímenes de flora y de fauna, por la región de Lothians. Durante los años 1750s estudia Química con el Prof. William Cullen, y se une a la "Edinburgh's Philosophical Society". Se distingue recibiendo un galardón de esa sociedad científica, y publicando un artículo en la edición 1757 de Philosophical Transactions of the Royal Society of London. Con el patrocinio de Cullen, Walker asciende en el reconocimiento como químico y mineralogista, tomando funciones de asesor científico de Lord Bute, Lord Hopetoun, Lord Cathcart, y el Juez Lord Kames.

## Como naturalista
Durante los años 1760 usa sus conexiones aristocráticas para realizar prospecciones mineras por las Lowlands de Escocia y para reunir una enorme colección mineralógica. Hacia mitad de los años 1760, Walker ya es un reputado naturalista de Escocia. Eso motiva que la Iglesia de Escocia y el "Board of Annexed Estates" lo envíen a exploraciones en las Highlands y en las Hébridas, en 1764 y en 1771. Esas expediciones le permiten compilar observaciones religiosas y etnográficas para la iglesia y para tomar notas científicamente orientadas sobre los minerales, vegetales, animales, y clima del sur de Escocia.
Durante los años 1760 Walker publica artículos en Scots Magazine y en Philosophical Transactions. Hacia la mitad de la década, se hace claro que Robert Ramsey, el Profesor de la Universidad de Edimburgo de Historia Natural pronto deberá ser reemplazado. Entonces oposita, con el apoyo de William Cullen, Lord Kames y varios otros intelectuales políticamente adecuados, contra William Smellie, un bien respetado historiador natural e influyente publicista. Después de muchas deliberaciones, Walker gana y comienza como profesor en 1779, manteniéndose hasta su deceso en 1803.

## Últimos años
Sus clases de Historia natural se ampliaron al año académico y se dividieron en dos secciones. La primera parte desarrollaba sus conferencias 'hipocráticas', esto es, Meteorología, Hidrología y Geología. En la segunda parte del año avanzaba en los tres reinos naturales: minerales, vegetales, y animales. Durante los años 1760, había aceptado la clasificación binomial de Linneo, y durante su permanencia universitaria rápidamente lo aplicó la Botánica. Sin embargo, estaba en desacuerdo con tal clasificación de Linnaeus en minerales y animales, por lo que desarrolla su propio y único sistema para ambos sujetos. En toda su carrera científica mantuvo su investidura de reverendo, y en 1790 es elegido Moderador, su máxima posición. A fines de los años 1790, comienza a perder la vista, y varias de sus clases las da Dr Robert Jameson, un médico y estudiante que ya había estudiado en el continente europeo. Al tiempo de su deceso en 1803, Walker había enseñado bien a más de ochocientos estudiantes, algunos de los cuales tendrían significativo impacto en la historia natural del siglo XIX: Rev. Prof. John Playfair, Sir James Edward Smith, Sir James Hall, Mungo Park, Robert Waring Darwin, Robert Brown, Thomas Beddoes, Thomas Charles Hope, y Samuel Latham Mitchell.

## Algunas publicaciones
- Natural History. Western & Historic Americana. 2 vols., 277 ilustraciones

## Honores

### Epónimos
- (Sapotaceae) Walkeria A.Chev.[1]

- (Solanaceae) Walkeria Mill. ex Ehret[2]

- La abreviatura «Walker» se emplea para indicar a John Walker como autoridad en la descripción y clasificación científica de los vegetales.[3]